# Marossárpatak

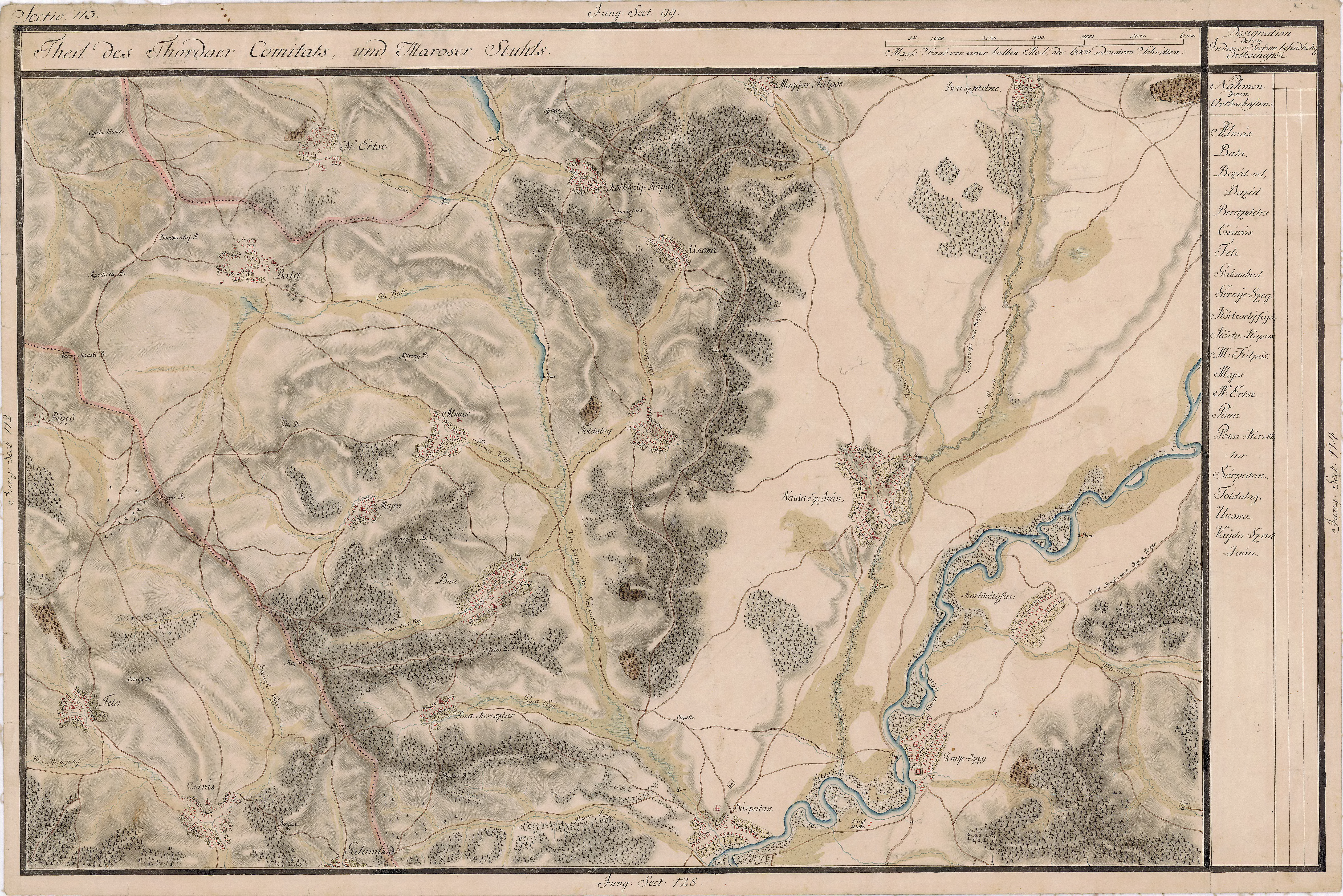
Marossárpatak környéke 1769–1773 között

Marossárpatak (románul Glodeni, németül Scharpendorf) falu Romániában Maros megyében, Marossárpatak község központja.

## Fekvése
Marosvásárhelytől 13 km-re északkeletre a Sár-patak Marosba ömlésénél fekszik.

## Története
1263-ban Sarpatak néven említettek először az oklevelekben.
1319-ben Sarpataka, 1332-ben sacerdos de Sarpotok, 1333-ban Sarpatak, 1444-ben Sarpathaak, 1587-ben Saarpatak, 1760–1762-ben Sárpatak, 1808-ban Sárpatak, Schellenberg, 1913-ban Marossárpatak néven írták.
1446-ban 5 faluból álló uradalom és a Losonczi birtok volt: Sajó, Sárpatak, Unoka, Kisfülpös és Nagyfülpös tartozott hozzá.
1458-ban districtus Sarpathak Beszterce vár tartozéka
1468-ban p. Sarpathak simulcum castello néven várkastélyát említették.
1469-ben castellum Sarpathak Szentiváni Székely Mihályé volt.
1910-ben 1527, többségben magyar lakosa volt, jelentős román kisebbséggel. A trianoni békeszerződésig Maros-Torda vármegye Marosi felső járásához tartozott. 1992-ben 2261 lakosából 1800 magyar, 294 cigány, 163 román volt.
A 2002-es népszámlálási adatok szerint 3822 polgár él Marossárpatakon.
Ebből román 810, magyar 2892, cigány 118, ukrán 1, lipován 1.
A felekezeti megoszlás szempontjából a faluban él: ortodox 654, római katolikus 113, református 2660, pünkösdista 8, görögkatolikus 159, baptista 2, adventista 80, unitárius 7, evangéliumi 5, zsinat-presbiteri evangélikus-lutheránus 3, ágostai evangélikus 4, más 102, felekezeten kívüli 24, ateista 1.

## Látnivalók
- Régi római katolikus - , a XVII. század második felétől reformátussá vált templomát 1939-ben lebontották, mai temploma 1916-ban épült.
- római katolikus kápolnája az 1990-es években épült.
- Teleki-kastély: A falu középén áll gr. Teleki Domokos romantikus kastélya, berendezését 1944-ben széthordták. 1967-óta mozgássérültek intézete.
- A kastéllyal átellenben látható Szent István király szobra és az Erdély választott fejedelmeinek emléket állító szoborpark - Miholcsa József szobrászművész alkotásai
- A település északnyugati szegletén elhelyezkedő dombon található a Teleki család piramis alakú kriptája, feltehetően a kripta fölötti emelkedésen lehetett az egykori középkori castellum.
- 2008 óta minden év júliusában megszervezik a Marossárpataki tánc- és huszárfesztivált.

## Híres emberek
- Itt él Miholcsa József szobrászművész.
- Itt született Sárpataki Márton, Erdély főjegyzője.
- Itt született 1888-ban Tavaszy Sándor filozófus, a kolozsvári protestáns teológia és a kolozsvári egyetem professzora, az Erdélyi református egyházkerület püspökhelyettese.
- Itt született 1924-ben Szöllősi Árpád kutatóorvos.

## Testvérvárosok
Jászapáti, Magyarország

## Galéria

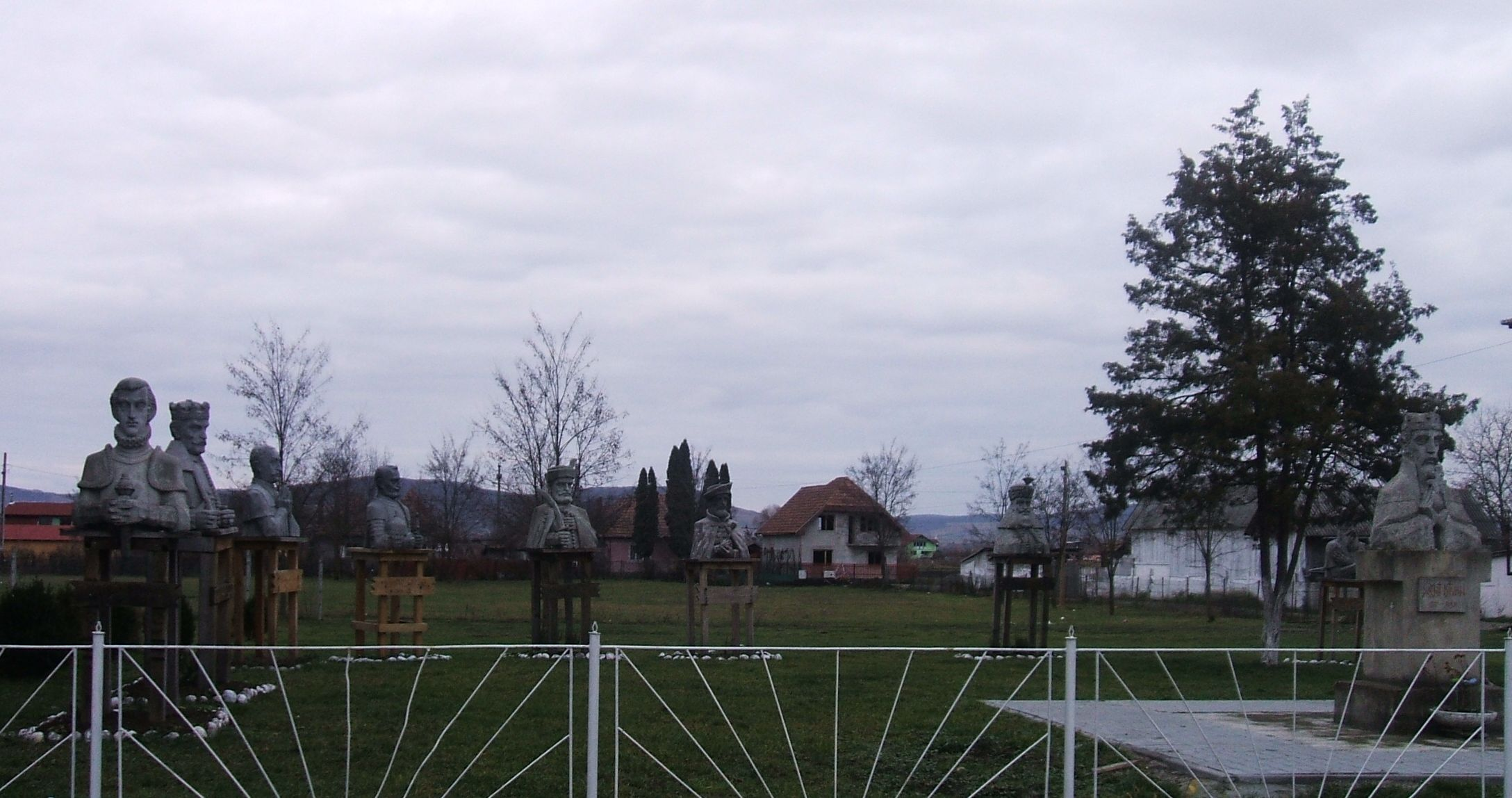
Szoborpark korábban, fatalapzatokon
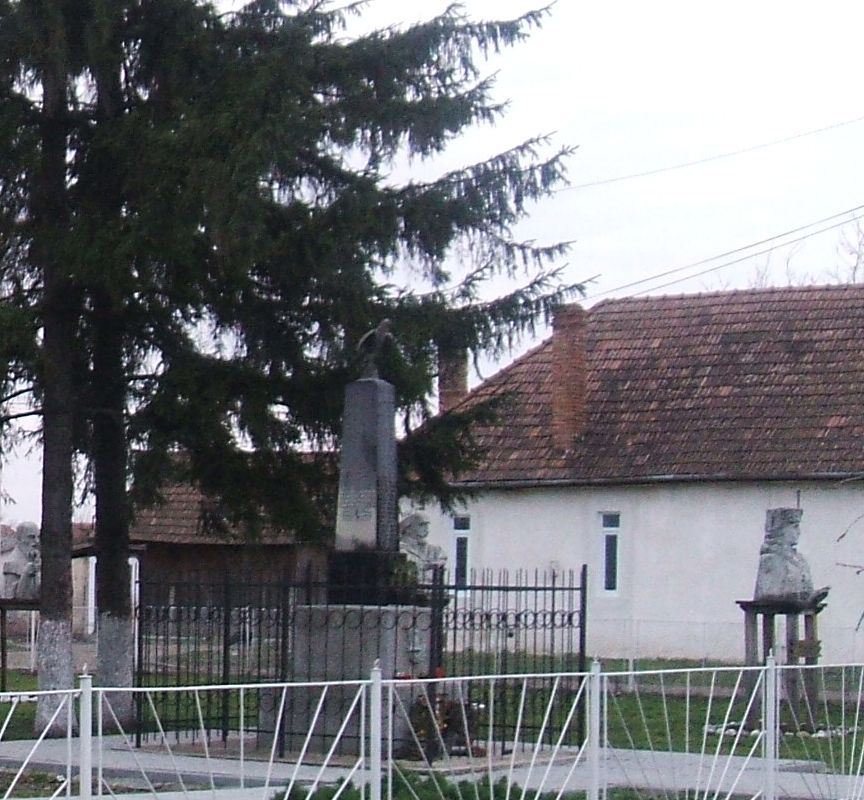
Világháborús hősök emlékműve
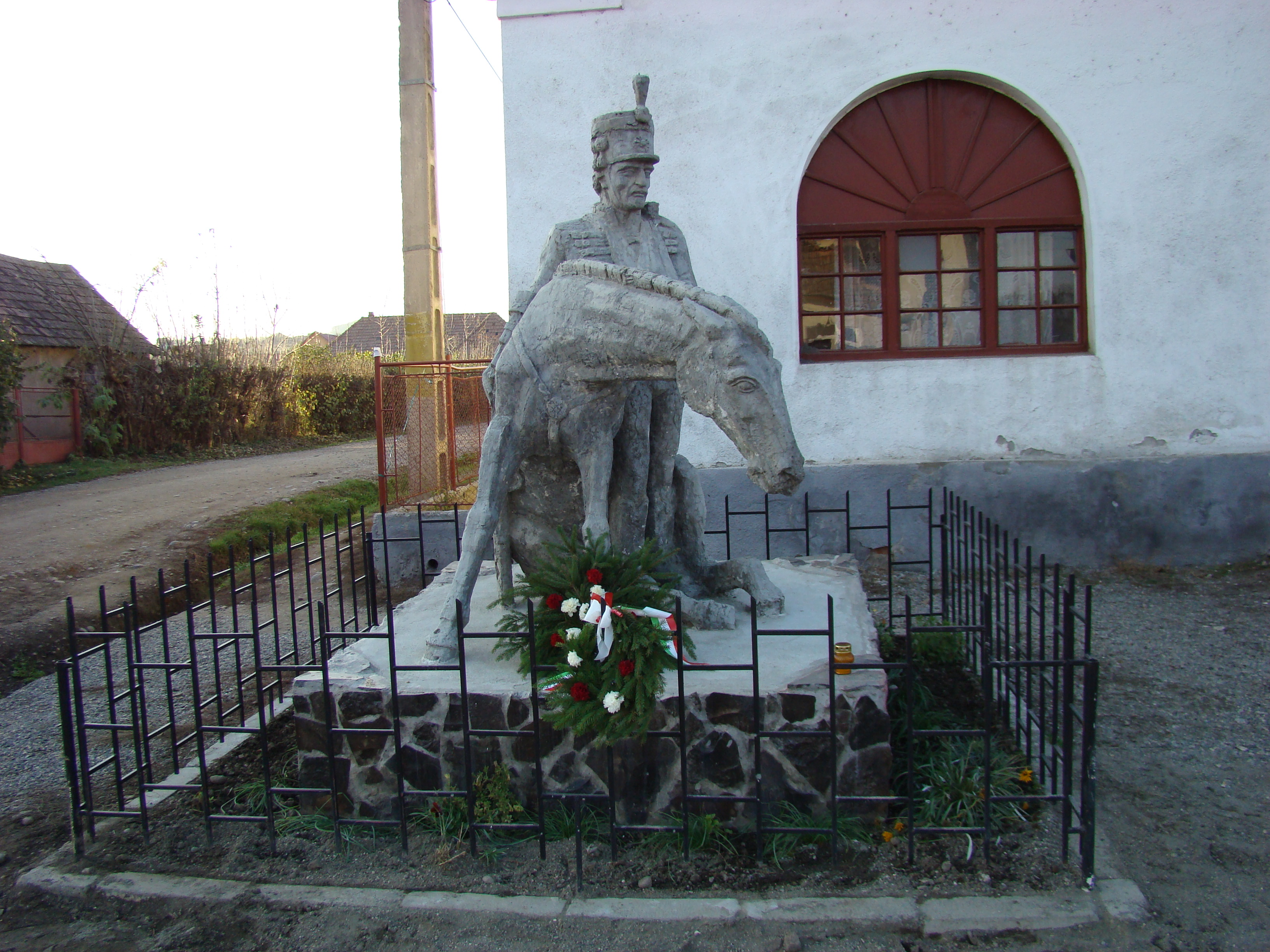
A sebesült huszár szobra (régi helyen)
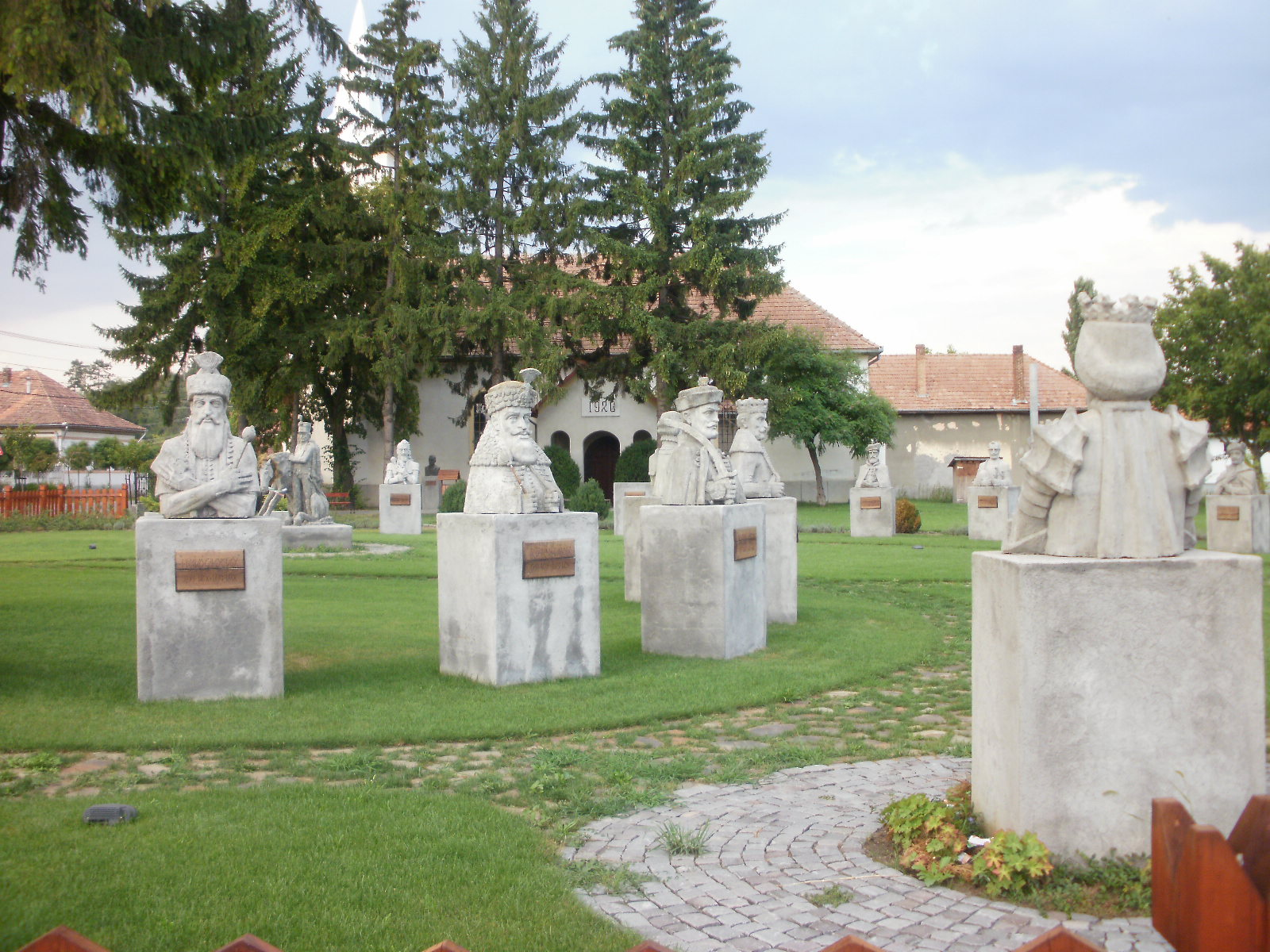
Szoborpark felújítva, kőtalapzatokon
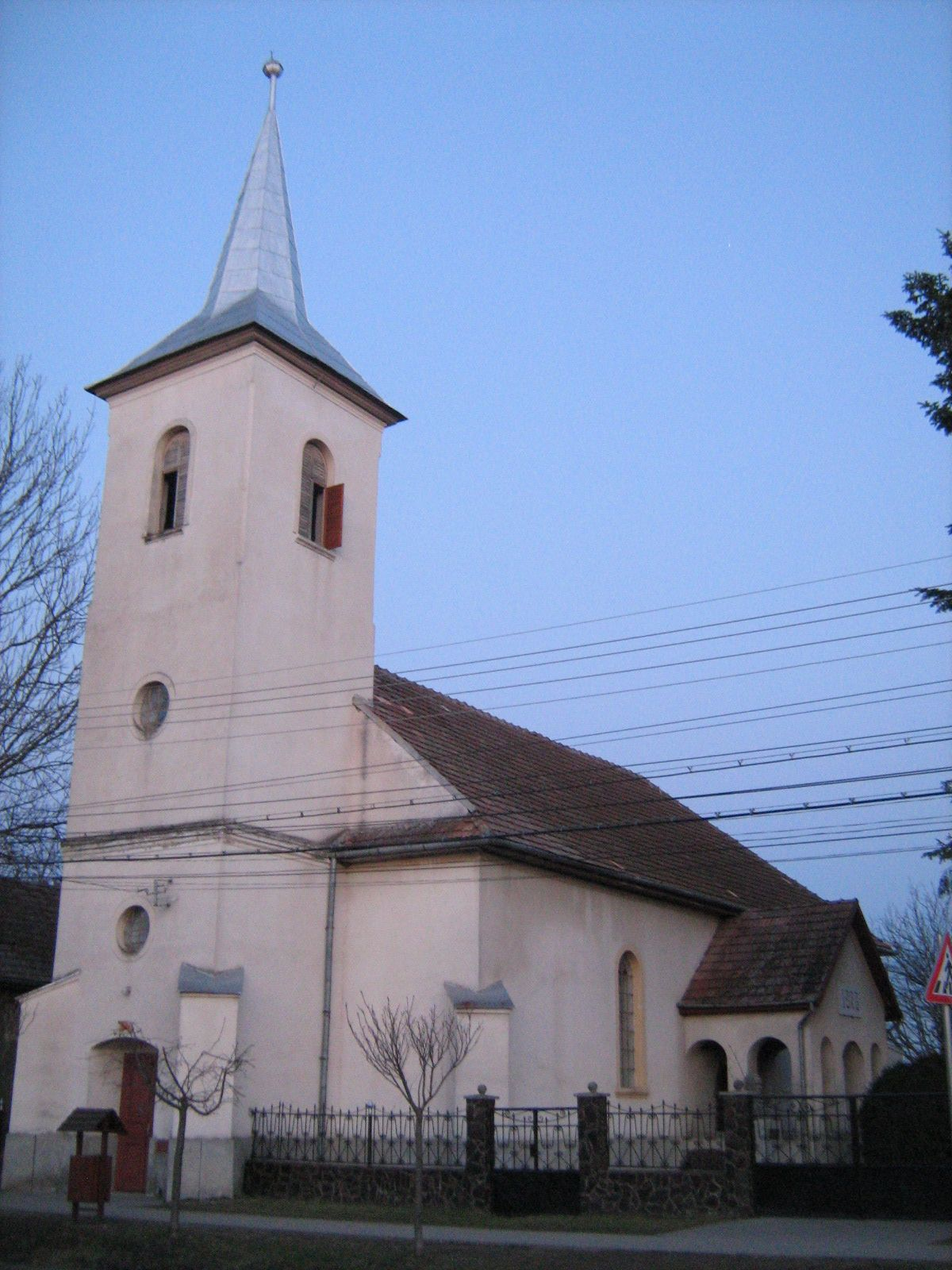
Református templom